# Eperjeske

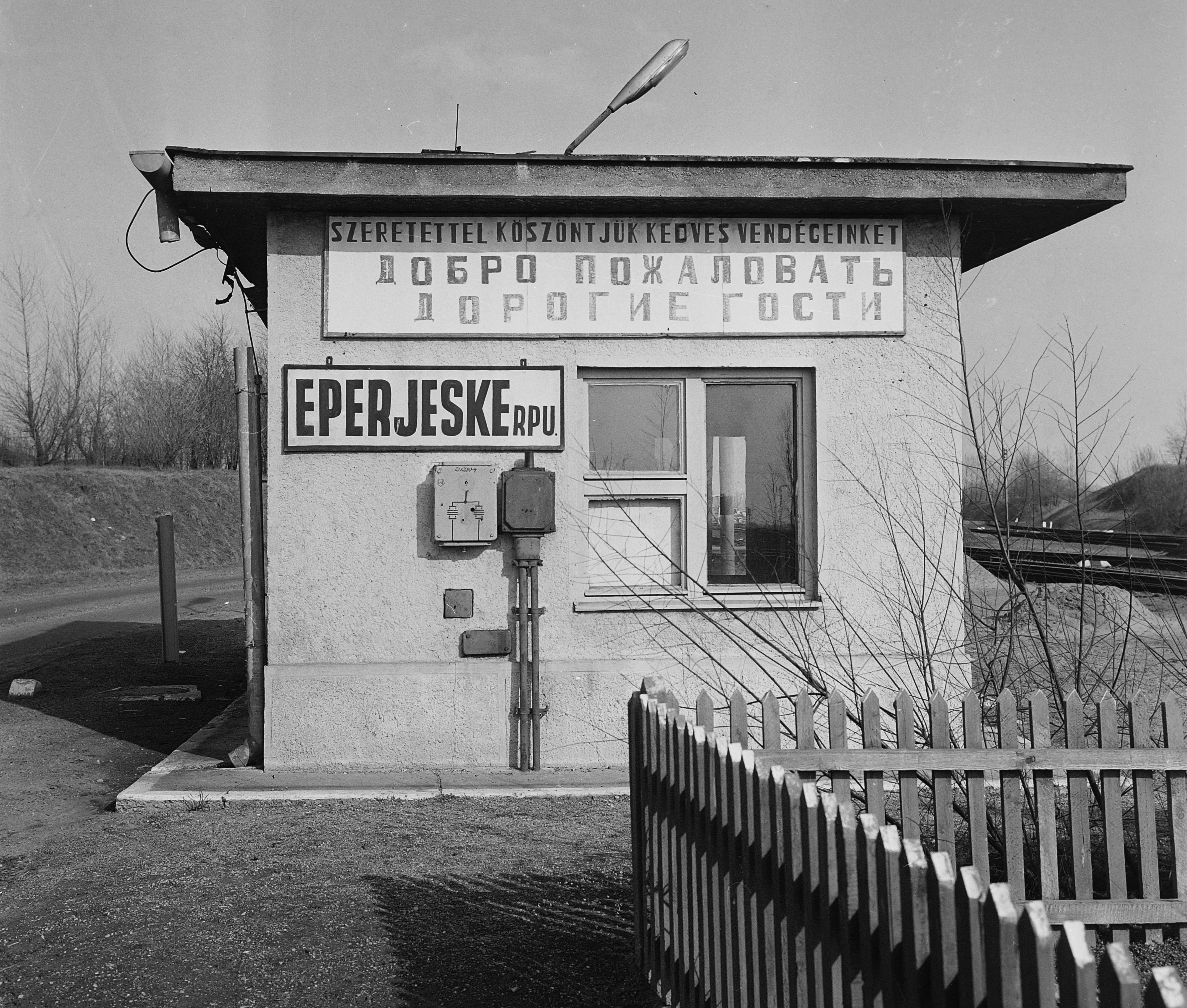
Gebäude am Rangierbahnhof (1977)

Eperjeske ist eine ungarische Gemeinde im Kreis Záhony im Komitat Szabolcs-Szatmár-Bereg.

## Geografische Lage
Eperjeske liegt im Nordosten Ungarns, 7,5 Kilometer südöstlich der Kreisstadt Záhony und einen Kilometer vom rechten Ufer der Theiß entfernt. Nachbargemeinden sind Tiszamogyorós, Mándok und Tiszaszentmárton.

## Geschichte
Im Jahr 1907 gab es in der damaligen Kleingemeinde 141 Häuser und 1031 Einwohner auf einer Fläche von 2344 Katastraljochen. Sie gehörte zu dieser Zeit zum Bezirk Tisza im Komitat Szabolcs.

## Gemeindepartnerschaft
- Eliseni, Rumänien

## Wirtschaft
In der landwirtschaftlich geprägten Region um die Gemeinde werden hauptsächlich Getreide, Mais, Kartoffeln und Äpfel angebaut.

## Sehenswürdigkeiten
- Jármy Landhaus (Jármy kúria)
- Reformierte Kirche, erbaut 1821
- Römisch-katholische Kirche Magyarok Nagyasszonya
- Weltkriegsdenkmal (II. világháborús emlékmű)

## Verkehr
Durch Eperjeske verläuft die Landstraße Nr. 4116. Es gibt einen Rangierbahnhof für den Güterverkehr. Der nächstgelegene Bahnhof für den Personenverkehr befindet sich südwestlich in der Stadt Mándok. Weiterhin bestehen Busverbindungen über Tiszaszentmárton und Zsurk nach Záhony sowie nach Mándok.